# Tinacrucis patulana
Tinacrucis patulana es una especie de polilla perteneciente a la subfamilia Tortricinae de la familia Tortricidae.

## Descripción
Tinacrucis patulana tiene una envergadura de aproximadamente 1 centímetro. El color básico es marrón pálido con reflejos cenicientos y dibujos de color marrón oscuro.

## Comportamiento
Esta especie protege sus huevos construyendo una valla a su alrededor. La polilla deposita una masa circular plana de unos 300 huevos verdosos en unas seis horas. Los huevos están rodeados por una empalizada circular de unas 3000 escamas alargadas, con el propósito de mantener alejados a las hormigas o ácaros. Estas escamas provienen de la punta del abdomen de la polilla. Las orugas eclosionan después de once días y luego escapan por la empalizada hilando una rampa de seda.

## Distribución y hábitat
Tinacrucis patulana se ha encontrado en México (Oaxaca), Costa Rica y en la selva de Venezuela.